# بابی بلود
بابی بلود (انگلیسی: Bobby Blood; ۱۸ مارس ۱۸۹۴ – ۱۲ اوت ۱۹۸۸) بازیکن فوتبال اهل بریتانیا بود.
از باشگاه‌هایی که در آن بازی کرده‌است می‌توان به باشگاه فوتبال وست برومویچ آلبیون، باشگاه فوتبال استوک‌پورت کانتی، باشگاه فوتبال وینسفورد یونایتد، باشگاه فوتبال باکستون، و باشگاه فوتبال پورت ویل اشاره کرد.